# Joakim Andersson (Wasserspringer)
Arne Joakim Andersson (* 9. September 1971 in Jönköping) ist ein ehemaliger schwedischer Wasserspringer, der bei Europameisterschaften drei Silbermedaillen und eine Bronzemedaille gewann.

## Sportliche Karriere
Joakim Andersson sprang für Jönköpings Simsällskap.
Seinen erster Auftritt bei einer großen internationalen Meisterschaft hatte Andersson im Alter von 14 Jahren bei den Weltmeisterschaften 1986 in Madrid. Dort belegte er in der Qualifikation vom Drei-Meter-Brett den 28. Rang. Bei den Olympischen Spielen in Seoul erreichten die besten 12 Springer des Vorkampfs das Finale, Andersson schied als 14. des Vorkampfs aus.
Anfang 1991 fanden die Weltmeisterschaften in Perth statt. Gegenüber Madrid 1986 gab es neben dem Springen vom Drei-Meter-Brett und vom Zehn-Meter-Turm auch einen Wettbewerb vom Ein-Meter-Brett. Andersson belegte in der Qualifikation vom Ein-Meter-Brett den fünften Platz, trat aber zum Endkampf nicht an. Einige Tage später verpasste er als 13. des Vorkampfs vom Drei-Meter-Brett knapp den Finaleinzug. Im August 1991 bei den Europameisterschaften in Athen siegte vom Drei-Meter-Brett der Deutsche Albin Killat, dahinter gewann Andersson die Silbermedaille vor dem Italiener Davide Lorenzini.
1992 bei den Olympischen Spielen in Barcelona wurde Andersson Zehnter der Qualifikation vom Drei-Meter-Brett. Im Finale erreichte er den neunten Platz. Im Jahr darauf gewann Andersson bei den Europameisterschaften 1993 in Sheffield zwei Medaillen. Vom Ein-Meter-Brett wurde er Zweiter hinter dem Deutschen Peter Böhler. Vom Drei-Meter-Brett siegte der Deutsche Jan Hempel vor dem Russen Dmitri Sautin, Andersson erkämpfte die Bronzemedaille.
1995 wiederholte Andersson bei den Europameisterschaften in Wien vom Ein-Meter-Brett seinen Erfolg von 1993 und gewann die Silbermedaille hinter dem Niederländer Edwin Jongejans. Im Jahr darauf erreichten bei den Olympischen Spielen in Atlanta die besten 18 Springer der Qualifikation vom Drei-Meter-Brett das Halbfinale. Andersson schied als 22. des Vorkampfs aus.